# NK Radnički Rilić
NK Radnički je bivši bosanskohercegovački nogometni klub iz Rilića kod Kupresa.

## Povijest
Klub je osnovan nakon 1959. godine. Po osnivanju, igrao je u ligi Livanjskog nogometnog podsaveza (1959. – 1963.).